# ماري جاليا
ماري بولين جاليا (مواليد 1951) هي أخصائية علاج طبيعي وعالمة أعصاب أسترالية في جامعة ملبورن. تقيم في ملبورن ، أستراليا. جاليا هي زميلة في جامعة ملبورن قسم الطب في مستشفى ملبورن الملكي وزميلة رئيسية أولى في معهد العلوم العصبية فلوري والصحة النفسية. كانت أستاذًة مؤسسة للعلاج الطبيعي السريري ومديرة مركز أبحاث علوم إعادة التأهيل في جامعة ملبورن وأوستن هيلث. وهي معترف بها دوليًا لعملها في إصابات الحبل الشوكي والتدخلات التأهيلية.

## التعليم
- دبلوم الدراسات العليا في الإحصاء الحيوي الوبائي، جامعة ملبورن (2005)
- شهادة الدراسات العليا في إدارة التجارب السريرية، جامعة كانبيرا (2000)
- دكتوراه في الفلسفة، جامعة ملبورن (1992)
- ليسانس آداب، جامعة ملبورن (1987)
- دبلوم الدراسات العليا في العلاج الطبيعي (أعصاب)، لينكولن (1987)
- دبلوم الدراسات العليا في علم الأعصاب، لينكولن (1986)
- بكالوريوس في العلوم التطبيقية، العلاج الطبيعي، لينكولن (1978)
- دبلوم في العلاج الطبيعي، لينكولن (1972)

## العمل
أسست جاليا مركز أبحاث علوم إعادة التأهيل  في عام 2004، حيث عملت كمديرة. تركز أبحاثها على التدخلات لتعزيز التعافي بعد إصابة الحبل الشوكي. في عام 2009، قادت جاليا سلسلة من التجارب السريرية متعددة المواقع التي تحقق في اعتبار التمارين الرياضية كتدخل لتحسين وظيفة اليد والمساعدة في التعافي بعد إصابة الحبل الشوكي. تم تمويل برنامج إصابات الحبل الشوكي والنشاط البدني (SCIPA) لمدة خمس سنوات كجزء من المبادرة الفيكتورية للصدمات العصبية، وقد تم تصميمه لفحص تأثير التمارين في إعادة تأهيل الحبل الشوكي. تم إنشاء سبع وحدات في العمود الفقري في جميع أنحاء أستراليا ونيوزيلندا، حيث تم تنفيذ تجارب إكلينيكية عشوائية مع وجود تحكم لدراسة استراتيجيات جديدة موجهة نحو التنشيط العصبي العضلي للأطراف السفلية بغرض إعادة التأهيل.
لعبت جاليا دورًا أساسيًا في إنشاء مركز هاند هب في مستشفى ملبورن الملكي، بتمويل من وزارة الصحة. يستخدم هاند هب الأجهزة الروبوتية وأجهزة الاستشعار وتكنولوجيا الألعاب لتوفير علاج مكثف لليد والذراع للمرضى بهدف إعادة التأهيل بعد السكتة الدماغية أو الإصابات العصبية الأخرى.

## الجوائز والتكريم
حصلت جاليا على الأستاذية الفخرية بجامعة سيدني، في تخصص ممارسة الرياضة وعلوم الرياضة، جامعة كوينزلاند، كلية الصحة وعلوم إعادة التأهيل، بريسبان، أستراليا (2011-2013). عملت كأستاذًة ملحقة في جامعة جيمس كوك، كلية الصحة العامة، طب المناطق الحارة وعلوم إعادة التأهيل، تاونسفيل، أستراليا من 2010 إلى 2013. هي أستاذة مساعدة في جامعة فيكتوريا، معهد الرياضة والتمارين الرياضية والحياة النشطة. هي محققة بحث رئيسية في معهد أبحاث العمود الفقري. 
في عام 2007، حصلت جاليا على زمالة تشرشل المرموقة من صندوق ونستون تشرشل التذكاري.  للاحتفال باليوم العالمي للمرأة، في عام 2014، تم إدخال جاليا في قائمة الشرف الفيكتورية للنساء من قبل رئيس الوزراء الفيكتوري السابق دينيس نابثين والوزيرة السابقة لشؤون المرأة، هايدي فيكتوريا.
أصبحت جاليا عضوًا في وسام أستراليا (AM) في حفل تكريم يوم أستراليا لعام 2019 لـ «الخدمة المهمة للتعليم الطبي في مجال العلاج الطبيعي السريري، وللجمعيات المهنية».
في عام 2020، تم انتخاب جاليا زميلًا للأكاديمية الأسترالية للصحة والعلوم الطبية.